# Кристиан фон Шьонбург-Цшилен
Кристиан фон Шьонбург-Цшилен (на немски: Christian von Schönburg-Zschillen; * 17 април 1598; † 16 август 1664) е фрайхер на Шьонбург и от 1620-те г. господар на Цшилен (Векселбург) в Саксония.

## Живот
Той е най-малкият син (от 16 деца) на фрайхер Волф III фон Шьонбург-Глаухау (1605 – 1657) и първата му съпруга Елизабет Чернембл (1563 – 1601), дъщеря на Йохан (Ханс) Чернембл (1536 – 1595) и Барбара фон Щархемберг (1542 – 1584). Баща му се жени втори път на 16 ноември 1601 г. в Пениг за графиня Анна Барбара Ройс-Плауен-Унтерграйц (1585 – 1629) и той е полубрат на Волф Хайнрих I фон Шьонбург-Пениг (1605 – 1657), господар на Шьонбург-Пениг.
Братята получават различни територии. Кристиан получава Цшилен, прекратеният манастир през 1543 г., и той живее там от 1620-те години. Той умира на 66 години на 16 август 1664 г.
Дворецът Векселбург остава собственост на благорническата фамилия на графовете и господарите фон Шьонбург-Глаухау до национализацията през 1945 г.

## Фамилия
Първи брак: на 19 февруари 1633 г. с Агнес фон Шьонбург-Глаухау (* 27 юли 1606; † 3 март 1643), дъщеря на фрайхер Хуго II фон Шьонбург-Глаухау (1559 – 1606) и Катарина фон Салм-Кирбург-Мьорхинген (1574 – 1654). Те имат децата:
- Катарина Елизабет фон Шьонбург-Цшилен (* 28 май 1634; † 25 декември 1638)
- София Регина фон Шьонбург-Цшилен (* 26 април 1635; † 16 декември 1635)
- Агнес Беата фон Шьонбург-Цшилен (* 12 април 1636; † 24 март 1687), омъжена на 15 ноември 1653 г. за първия си братовчед Готфрид Ернст фон Шьонбург-Ремзе (* 16 февруари 1623; † 3 декември 1679)
- Ева Катарина фон Шьонбург-Цшилен (* 1 септември 1637; † 7 август 1666)
- Кристиана Мария фон Шьонбург-Цшилен (* 19 октомври 1638; † 8 октомври 1678), омъжена на 16 ноември 1658 г. за граф Йоахим Андреас Шлик фон Пасаун и Вайскирхен († 23 декември 1666)
- Елеонора Констанция фон Шьонбург-Цшилен (* 19 октомври 1639; † 7 април 1640)
- Кристиан Хайнрих фон Шьонбург-Цшилен (* 21 октомври 1640; † 3 май 1641)
- Йохана Магдалена фон Шьонбург-Цшилен (* 27 ноември 1641; † 27 септември 1647)

Втори брак: на 30 ноември 1645 г. в Рукхсбург с Агнес Елизабет Ройс цу Оберграйц (* 30 септември 1629, Грайц; † 21 юни 1675, Векселбург), дъщеря на Хайнрих IV Роус-Оберграйц (1597 – 1629) и графиня, вилд- и Рейнграфиня Юлиана Елизабет фон Салм-Нойфвил (1602 – 1653). Бракът е бездетен.